# Nenovo
Nenovo (Bulgaars: Неново) is een dorp in Bulgarije. Het dorp is gelegen in de gemeente Provadia in de oblast  Varna. Het dorp ligt 327 km ten noordoosten van de hoofdstad Sofia.

## Bevolking
Op 31 december 2020 telde het dorp Nenovo 55 inwoners, hetgeen ruim 90% minder is dan het oorspronkelijke aantal van 535 personen in 1934. Het dorp is sterk vergrijsd. Van de 57 inwoners die in februari 2011 werden geregistreerd, waren er 0 jonger dan 15 jaar oud (0%), 24 inwoners waren tussen de 15-64 jaar (42%), terwijl er 33 inwoners van 65 jaar of ouder werden geteld (58%).
De inwoners van het dorp zijn uitsluitend etnische Bulgaren (100%).
| Etnische samenstelling van de respondenten (2011) | Etnische samenstelling van de respondenten (2011) | Etnische samenstelling van de respondenten (2011) | Etnische samenstelling van de respondenten (2011) | Etnische samenstelling van de respondenten (2011) |
| ------------------------------------------------- | ------------------------------------------------- | ------------------------------------------------- | ------------------------------------------------- | ------------------------------------------------- |
|                                                   |                                                   |                                                   |                                                   |                                                   |
| Bulgaren                                          | Bulgaren                                          |                                                   | 100,0%                                            | 100,0%                                            |
| Turken                                            | Turken                                            |                                                   | 0,0%                                              | 0,0%                                              |
| Roma                                              | Roma                                              |                                                   | 0,0%                                              | 0,0%                                              |
| Anders/Onbekend                                   | Anders/Onbekend                                   |                                                   | 0,0%                                              | 0,0%                                              |